# کلیسای قدیمی مارسرکیس
کلیسای قدیمی مارسرکیس مربوط به دوره قاجار است و در شهرستان سلماس، بخش مرکزی، روستای خسروآباد واقع شده و این اثر در تاریخ ۱۷ اسفند ۱۳۸۱ با شمارهٔ ثبت ۷۵۳۲ به‌عنوان یکی از آثار ملی ایران به ثبت رسیده است.